# Concert (van Honthorst)
Pour les articles homonymes, voir Concert.
Ne doit pas être confondu avec Le Concert (van Honthorst).
Concert ou Le Vol de l'amulette – en italien Concerto ou Il furto dell’amuleto – est un tableau réalisé vers 1620-1630 par le peintre néerlandais Gerrit van Honthorst. De format horizontal, cette huile sur toile est une scène de genre qui représente un jeune homme en train de se faire dépouiller par une prostituée et sa souteneuse pendant un concert amical à une table. Absorbé par son chant, il se fait subtiliser sa boucle d'oreille sous le regard d'un joueur de viole de gambe à qui la vieille dame, d'un geste, intime de garder le silence sur le méfait. L'œuvre est conservée à la Galerie Borghèse de Rome.

Le Concert, 1623 – National Gallery of Art, Washington.